# Выборы главы Республики Карелия (2022)
Выборы главы состоялись в Республике Карелия 11 сентября 2022 года в единый день голосования. По решению Центральной избирательной комиссии Карелии голосование проводилось три дня подряд — 9, 10 и 11 сентября 2021 года. Глава республики избирался сроком на 5 лет.
На 1 января 2022 года в республике было зарегистрировано 506 467 избирателей, из которых около 41,5 % (210 313 избирателей) в Петрозаводском городском округе.
Центральная избирательная комиссия Республика Карелия состоит из 14 членов с правом решающего голоса. Действующий состав сформирован в декабре 2021 года на 5 лет (2021—2026). Председатель избирательной комиссии — Алексей Бахилин (с июля 2011 года, переизбран в 2016 и в декабре 2021 года). Работает 19 территориальных избирательных комиссий: две в Петрозаводске и по одной в Костомукше и 16 районах.

## Предшествующие события
С февраля 2017 года должность главы республики занимает Артур Парфенчиков. 15 февраля 2017 года указом президента Путина он был назначен врио после досрочной отставки Александра Худилайнена. Выборы были назначены на единый день голосования. На выборах Парфенчиков был зарегистрирован кандидатом от «Единой России» и при явке 29,25 % получил 61,34 % голосов, опередив кандидата от «Справедливой России» Ирину Петеляеву (18 %). 25 сентября 2017 года Парфенчиков вступил в должность главы республики, а в Совет Федерации назначил начальника управления ФСБ России по Западному военному округу генерал-лейтенанта ФСБ Александра Ракитина.
После выборов 2017 года в закон «О выборах Главы Республики Карелия» шесть раз вносились поправки 31.01.2019, 6.02.2020, 9.12.2020, 7.06.2021, 25.11.2021, 05.05.2022.

## Ключевые даты
- 3 июня законодательное собрание Республики Карелия официально назначило выборы на единственно возможную дату — 11 сентября 2022 года (единый день голосования)
  - официальная публикация решения о назначении выборов
  - публикация избиркомом расчёта числа подписей, необходимых для регистрации кандидата (следующие 3 дня)
  - с 3 июня по 2 июля до 18:00 — выдвижение кандидатов (30 дней после дня официального опубликования решения о назначении выборов)
  - агитационный период начинается со дня выдвижения кандидата и прекращается за одни сутки до дня голосования
- с 22 по 27 июля до 18:00 — представление документов для регистрации кандидатов. К заявлениям должны прилагаться листы с подписями муниципальных депутатов
- с 13 августа по 8 сентября — период агитации в СМИ
- 9, 10, 11 сентября — дни голосования

## Выдвижение и регистрации кандидатов
В Республике Карелия кандидаты выдвигаются только политическими партиями, имеющими право участвовать в выборах. Самовыдвижение не допускается.
Каждый кандидат при регистрации должен представить список из трёх человек, один из которых, в случае избрания кандидата, станет представителем правительства региона в Совете Федерации.

### Муниципальный фильтр
В Республике Карелия кандидаты должны собрать подписи 7 % муниципальных депутатов и избранных глав муниципальных образований. Среди них должны быть подписи депутатов районных и городских советов и (или) избранных глав районов и городских округов в количестве 7 % от их общего числа и собранные не менее чем в трёх четвертях районов и городских округов. Кандидаты должны собирать подписи на специально изготовленных бланках, называемых «листы поддержки кандидата». Депутат или избранный глава муниципального образования может поддержать только одного кандидата. Подлинность подписи должна быть нотариально засвидетельствована.
3 июня 2022 года избирательная комиссия опубликовала расчёт числа подписей. Каждый кандидат должен был собрать подписи от 84 до 88 депутатов всех уровней и избранных глав муниципальных образований, из которых от 24 до 26 — депутатов райсоветов и советов городских округов и избранных глав районов и городских округов не менее чем в 14 районах из 18.
|                                                              | Количество | Доля | Муниципальные образования                                                     | Территориальные требования                   |
| ------------------------------------------------------------ | ---------- | ---- | ----------------------------------------------------------------------------- | -------------------------------------------- |
| Депутаты и (или) избранные главы муниципальных образований   | 84-88      | 7 %  | 2 городских округа, 16 районов, 21 городское поселение, 85 сельских поселений | —                                            |
| Депутаты и (или) избранные главы районов и городских округов | 24-26      | 7 %  | 2 городских округа, 16 районов                                                | из 14 административных единиц второго уровня |

## Кандидаты
Своих кандидатов выдвинули 13 партий. 27 июля закончился срок подачи документов и подписей для регистрации, а 28 июля в ЦИК Карелии заявили, что документы и подписи предоставили только 8 кандидатов. Не предоставили документы 5 кандидатов: Денис Базанков (РПСС), Анна Дмитриева («Казачья партия»), Павел Нестеров («Коммунисты России»), Александр Паккуев («ЛДПР») и Сергей Ярлыков («Зелёная альтернатива»). Из 8 кандидатов, предоставивших документы, ЦИК Карелии не зарегистрировал одного — Михаила Фёдорова от партии «Новые люди», так как он представил 81 подпись, а требовалось 84. В итоге к 5 августа ЦИК Карелии зарегистрировал 7 кандидатов.
| Кандидат            | Возраст              | Должность (на момент выдвижения)                                                      | Субъект выдвижения                                           | Статус                                                | Кандидаты в Совет Федерации |
| ------------------- | -------------------- | ------------------------------------------------------------------------------------- | ------------------------------------------------------------ | ----------------------------------------------------- | --------------------------- |
| Денис Базанков      | 45 лет (2.07.1980)   | гендиректор ООО "РИА «ТВ-6 Москва-Петронет»                                           | «Российская партия свободы и справедливости»                 | статус утрачен (не представлены документы)            |                             |
| Анна Дмитриева      | 51 год (12.12.1973)  | стрелок в управлении ведомственной охраны Минтранса России                            | «Казачья партия»                                             | статус утрачен (не представлены документы)            |                             |
| Анатолий Дударин    | 33 года (5.11.1991)  | безработный                                                                           | «Демократическая партия России»                              | зарегистрирован 1 августа                             |                             |
| Иван Кадаяс         | 36 лет (8.07.1989)   | самозанятый                                                                           | «Родина»                                                     | зарегистрирован 3 августа                             |                             |
| Павел Нестеров      | 45 лет (03.07.1980)  | администратор в Центре народного творчества и культурных инициатив Республики Карелия | «Коммунисты России»                                          | статус утрачен (не представлены документы)            |                             |
| Артур Парфенчиков   | 60 лет (29.11.1964)  | глава Республики Карелия                                                              | «Единая Россия»                                              | зарегистрирован 26 июля                               |                             |
| Валерий Таборов     | 43 года (29.07.1981) | председатель регионального отделения ДОСААФ Республики Карелия                        | «Российская партия пенсионеров за социальную справедливость» | зарегистрирован 1 августа Позже снял свою кандидатуру |                             |
| Дмитрий Фабрикантов | 45 лет (5.10.1979)   | гендиректор АО «Петрагранит»                                                          | «Партия Роста»                                               | зарегистрирован 1 августа Позже снял свою кандидатуру |                             |
| Михаил Фёдоров      | 50 лет (2.04.1975)   | индивидуальный предприниматель                                                        | «Новые люди»                                                 | отказано в регистрации (недостаточно подписей)        |                             |
| Сергей Ярлыков      | 41 год (16.11.1983)  | менеджер по продажам ООО «Нева»                                                       | «Зелёная альтернатива»                                       | статус утрачен (не представлены документы)            |                             |
| Александр Паккуев   | 40 лет (31.01.1985)  | депутат Законодательного Собрания Республики Карелия                                  | «ЛДПР»                                                       | статус утрачен (не представлены документы)            |                             |
| Андрей Рогалевич    | 42 года (10.02.1983) | депутат Петрозаводского городского Совета                                             | «Справедливая Россия — За Правду»                            | зарегистрирован 5 августа                             |                             |
| Евгений Ульянов     | 47 лет (14.12.1977)  | депутат Законодательного Собрания Республики Карелия                                  | «КПРФ»                                                       | зарегистрирован 5 августа                             |                             |

## Итоги выборов
| Место                       | Место                       | Кандидат                    | Партия                        | Голосов                 | %       |
| --------------------------- | --------------------------- | --------------------------- | ----------------------------- | ----------------------- | ------- |
|                             | 1.                          | Артур Парфенчиков           | Единая Россия                 | 97 534                  | 69,15 % |
|                             | 2.                          | Андрей Рогалевич            | Справедливая Россия           | 18 910                  | 13,41 % |
|                             | 3.                          | Евгений Ульянов             | КПРФ                          | 17 834                  | 12,64 % |
|                             | 4.                          | Анатолий Дударин            | Демократическая партия России | 2330                    | 1,65 %  |
|                             | 5.                          | Иван Кадаяс                 | Родина                        | 865                     | 0,61 %  |
| Недействительных бюллетеней | Недействительных бюллетеней | Недействительных бюллетеней | Недействительных бюллетеней   | 3580                    | 2,54 %  |
| Всего                       | Всего                       | Всего                       | Всего                         | &&&&&&&&&&&&&&00.&&&&-0 | 100 %   |
|                             |                             |                             |                               |                         |         |
| Действительных бюллетеней   | Действительных бюллетеней   | Действительных бюллетеней   | Действительных бюллетеней     | 137 473                 |         |
| Явка                        | Явка                        | Явка                        | Явка                          | 141 106                 | 27,94 % |
| Общее число избирателей     | Общее число избирателей     | Общее число избирателей     | Общее число избирателей       | 504 958                 |         |